# Gajok
Gajok (가족?), noto anche con il titolo internazionale A Family, è un film del 2004 scritto e diretto da Lee Jung-chul.

## Trama
Dopo tre anni di prigione la borseggiatrice Jong-eun viene rilasciata, tuttavia alcune sue vecchie conoscenze tornano a tormentarla; suo padre, Ju-seok, ex-poliziotto con cui ha un rapporto tormentato, cerca così di proteggerla.